# Pieter ter Veer
Pieter Klaas ter Veer (Zuidhorn, 22 december 1944 – Heemstede, 11 december 2022) was een Nederlands politicus. Namens Democraten 66 was hij van 1981 tot 1982 en van 1989 tot 2002 lid van de Tweede Kamer der Staten-Generaal.

## Biografie
Na de lagere school in Zuidhorn te hebben gevolgd, ging hij in de stad Groningen naar de Rijks Hogere Burgerschool, waar hij in 1962 zijn diploma haalde. Aansluitend studeerde hij aan de toenmalige Landbouwhogeschool in Wageningen landbouwkunde, waar hij in 1969 afstudeerde.
Daarna ging hij aan de slag als exploitant van een melkveehouderij en als genen-importeur in Woltersum. In 1976–1977 was hij kort lid van de VVD, maar in 1977 stapte hij over naar D66. Vier jaar later werd hij namens die partij voor ruim een jaar lid van de Tweede Kamer der Staten-Generaal. In 1989 werd hij nogmaals lid van de Kamer, nu voor een aanzienlijk langere periode, tot 2002.
Hij was vier jaar voorzitter van de algemene/vaste Tweede Kamercommissie voor Landbouw, Natuurbeheer en Visserij (1994–2002) en was ook enige tijd voorzitter van de commissie voor Europese zaken en defensiewoordvoerder. Hij hield zich ook bezig met midden- en kleinbedrijf en Antilliaanse zaken. In 1992, 1993 en 1994 was hij lid van de Nederlandse delegatie naar de CVSE-Assemblée.
Naast zijn werkzaamheden als parlementariër was hij ook actief bij de Milieufederatie te Groningen en voorzitter van Stichting Otterstation Nederland. Hij was columnist bij het tijdschrift Boerderij.
In 2002 werd Ter Veer benoemd tot ridder in de Orde van Oranje-Nassau. Ter Veer schortte in augustus 2022 zijn lidmaatschap van D66 op uit onvrede over het standpunt van die partij betreffend de stikstofproblematiek.

## Privéleven
Vanaf 1969 tot haar overlijden in 2008 was hij getrouwd met Marijke Japien Bos. Sinds 2009 was hij getrouwd met oud-Kamerlid Louise Groenman. Hij overleed in 2022 na een kort ziekbed op 77-jarige leeftijd.
- Parlement.com: vg09llmtj8vg